# Festa del Redentore

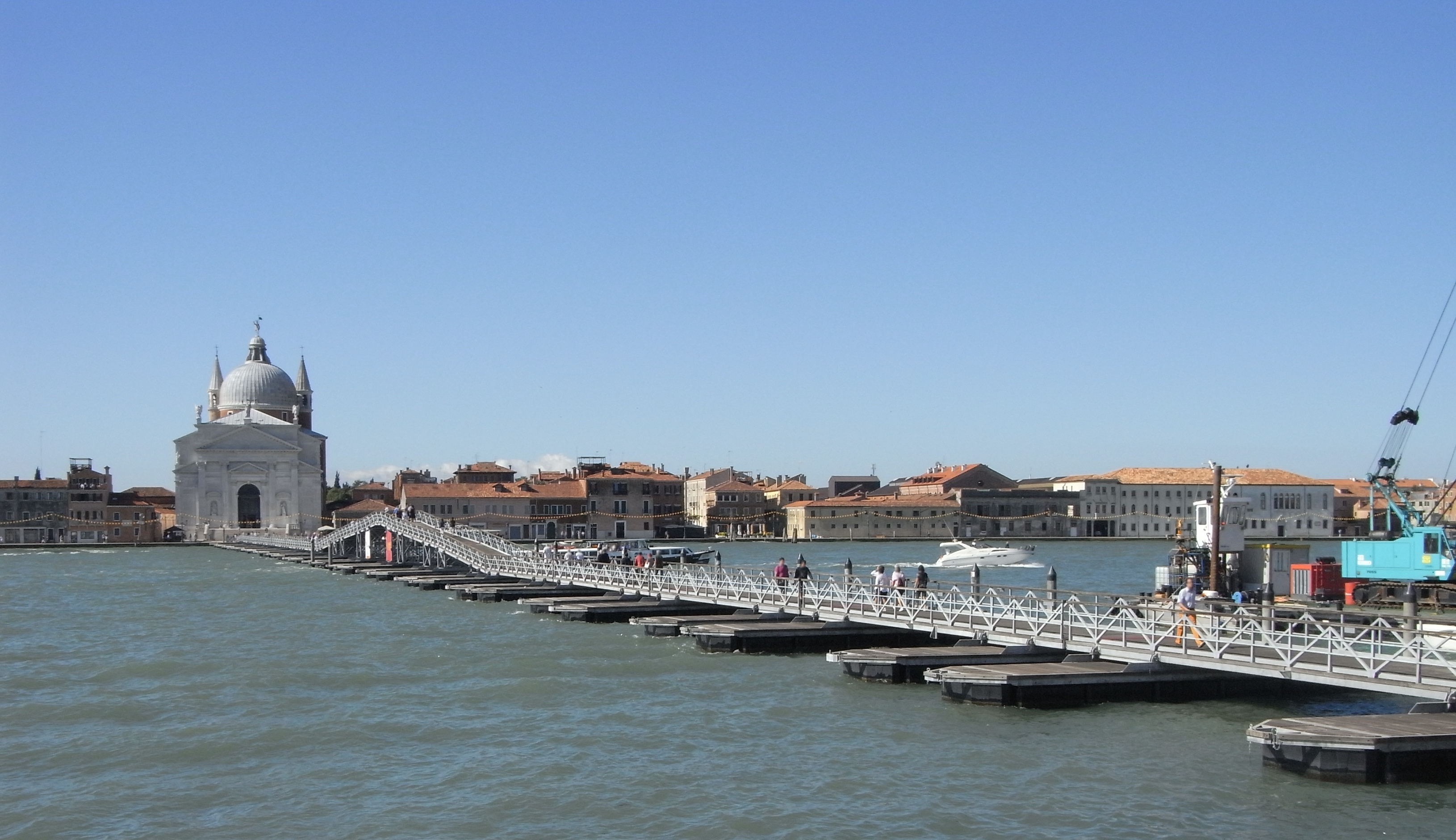
Festa del Redentore – na pierwszym planie most wotywny

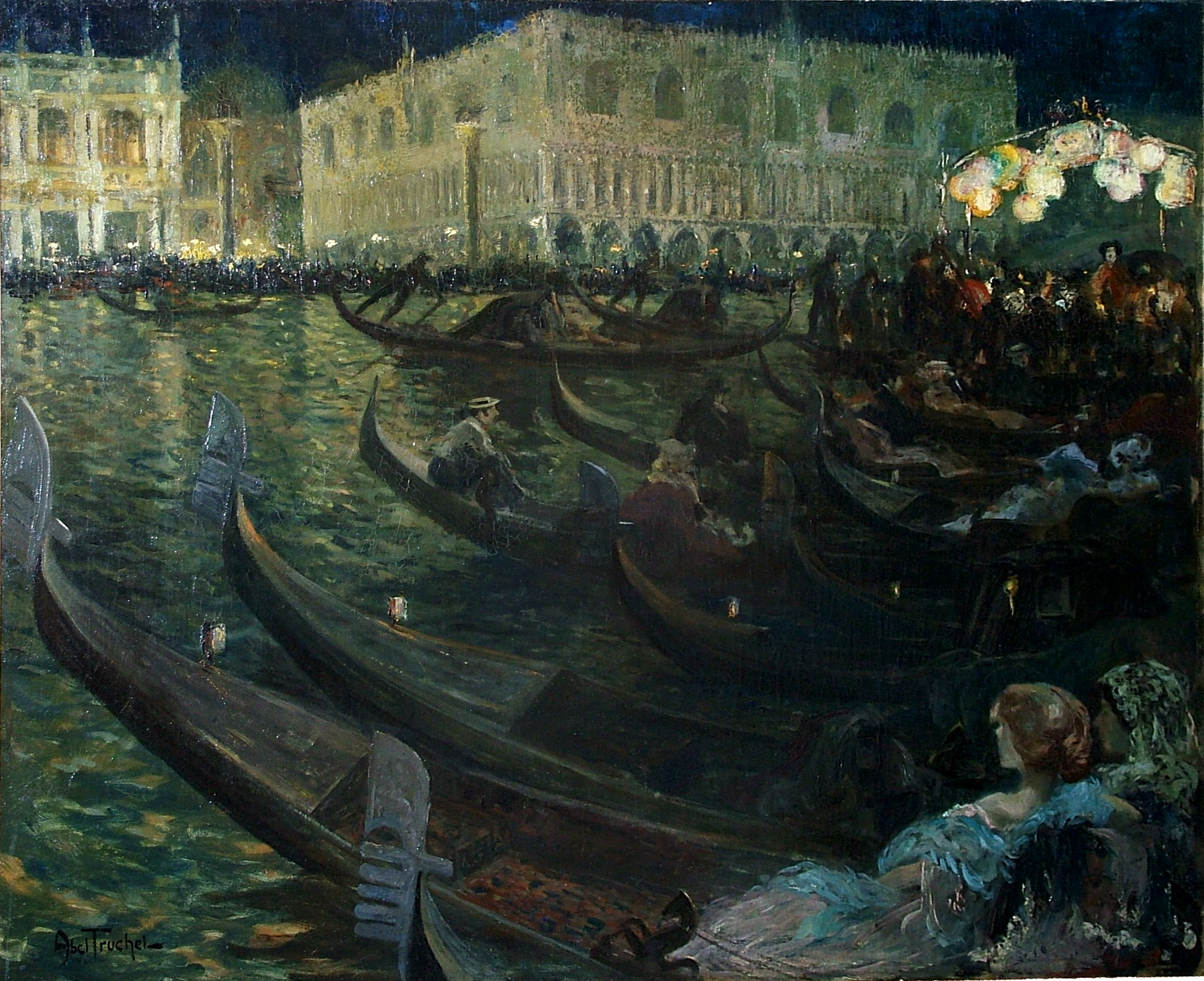
Louis Abel-Truchet, La Festa Del Redentore, Venice

Festa del Redentore (pol. Święto Odkupiciela) – święto organizowane corocznie w Wenecji w trzecią niedzielę lipca, nawiązujące do zarazy, która w latach 1575–1577 pochłonęła życie jednej trzeciej mieszkańców miasta. 

## Historia
4 września 1576 roku Senat Republiki Weneckiej  zdecydował, że doża będzie musiał wybudować kościół ku czci Odkupiciela, aby położyć kres epidemii. Kościół został zbudowany według projektu Andrei Palladia na wyspie Giudecca. W 1577 roku, kiedy epidemia została definitywnie pokonana, postanowiono corocznie organizować uroczystości religijne połączone z zabawą ludową. Festa del Redentore należy do najpopularniejszych świąt Wenecji, przyciągając nie tylko mieszkańców miasta, ale również liczne rzesze turystów. Uroczystości rozpoczynają się już w sobotę po zachodzie słońca, gdy na oświetlonych barkach buduje się prowizoryczny most wotywny, łączący nabrzeże w pobliżu bazyliki św. Marka poprzez Canale della Giudecca z wyspą Giudecca, na której położony jest kościół Il Redentore. Na barkach ma miejsce biesiada, podczas której serwowane są dania typowe dla kuchni weneckiej. Kulminacją uroczystości sobotnich jest pokaz ogni sztucznych, trwający od godziny 23:30 do północy. W niedziele rano ma miejsce uroczysta procesja przez most wotywny do kościoła, gdzie celebrowane jest nabożeństwo pod przewodnictwem patriarchy. Dawniej w obchodach święta uczestniczył osobiście doża, udając się razem z wyższymi urzędnikami Republiki Weneckiej na coroczną wizytę do kościoła Il Redentore.
Ostatnim uroczystościom ku czci Odkupiciela, zorganizowanym w trzecią niedzielę lipca 2015 roku towarzyszyły liczne imprezy kulturalne i sportowe, takie jak: koncert muzyki sakralnej przed kościołem Il Redentore (czwartek), koncert muzyki tradycyjnej (sobota), spektakl Expo Redentore (sobota) czy regaty ku czci Odkupiciela (niedziela).